# 三浦半島

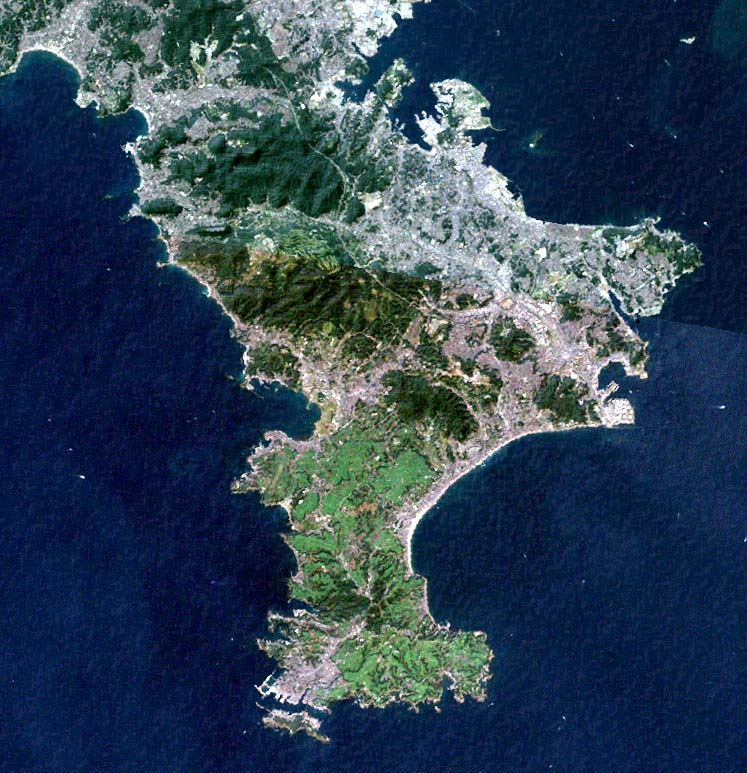
三浦半島的衛星地圖

三浦半島（日语：／ Miura hantō */?）是位於日本關東地方神奈川縣東南部的半島。

## 地理
三浦半島是東京灣和相模灣的分界線，其北界是橫濱市磯子區西南圓海山至藤澤市片瀨的連線。三浦半島由來於約2,000萬年前至1,500萬年前的太平洋深海海底上的沉積物。在海溝向下移動時，沉積物從海底剝離上升，並在約50萬年前隆起至海面之上，成為三浦半島和房總半島。這一隆起過程現在仍在持續。三浦半島上有衣笠斷層帶、北武斷層群、武山斷層帶、南下浦斷層、引橋斷層等多處活斷層，統稱為三浦半島斷層群。
三浦半島中央是為三浦丘陵，最高峰是標高242公尺的大楠山。除了三浦海岸一帶之外，三浦半島海岸線較為複雜，屬於海岸段丘地形。

### 行政區劃
三浦半島在行政區劃上分屬神奈川縣橫濱市磯子區、金澤區、橫須賀市、逗子市、三浦市、鎌倉市、葉山町。由於橫須賀市、三浦市佔據三浦半島大部分面積，因此又有「橫三」、「橫三地區」之稱。

## 歷史
三浦半島在舊石器時代的約25,000年之前開始有人類生活。半島上的繩文時代遺跡有三浦市的諸磯貝塚，橫須賀市的夏島貝塚、茅山貝塚等地。位於三浦市的赤坂遺跡是彌生時代的重要遺跡，亦是南關東這一時期少有的大型遺跡。在古墳時代前期（4世紀）時，逗子市和葉山町交界處有長柄櫻山古墳群。三浦市及橫須賀市亦有古墳群及橫穴墓出現。
在古代的律令制時期，三浦半島屬於東海道相模國。《日本書紀》記載三浦半島為「御浦」（みうら）。中世時期，三浦半島曾是三浦氏的領國。但三浦氏本家在北条時賴時代的宝治合戰中被滅亡。此後半島北部的街道沿線地區成為北條氏領地。繼承三浦家名的三浦氏旁系被限制在半島南側，後發展為戰國大名。1516年，伊豆的北條早雲將勢力擴大至相模國，並為攻擊三浦氏而修築玉繩城，在滅亡三浦氏後將三浦半島變為後北條氏的領地。在江戶時代，三浦半島是幕府直轄的天領。1600年，英國航海家威廉·亞當斯成為德川家康的外交顧問，並在三浦半島獲得領地，取日本名三浦按針。他的墓地位於橫須賀市。
19世紀之後，外國船艦多次出現在三浦半島沿岸。江戶幕府因此在1810年命令會津藩負責三浦半島沿海的警備。1846年要求日本開國的詹姆斯·貝特爾，以及1853年到達日本的馬修·培理均在三浦半島沿岸登陸。日本政府也因此意識到三浦半島在國防上的重要地位。明治政府在橫須賀設立橫須賀鎮守府，令橫須賀成為日本海軍一大據點，有「軍都」之稱。
二戰之後，三浦半島設有美軍及自衛隊的基地，繼續維持了重要軍事地位。同時隨著都市化的進展，三浦半島成為東京的睡城之一。但1990年代之後，橫須賀市及三浦市的人口均開始減少。三浦半島的高齡人口比例達33%，高於神奈川縣平均值的26.7%，是日本國內人口高齡化進展最快的地區之一。